# La Chapelle (Allier)
La Chapelle is een gemeente in het Franse departement Allier (regio Auvergne-Rhône-Alpes) en telt 388 inwoners (2005). De plaats maakt deel uit van het arrondissement Vichy.

## Geografie
De oppervlakte van La Chapelle bedraagt 21,2 km², de bevolkingsdichtheid is 18,3 inwoners per km².
De onderstaande kaart toont de ligging van La Chapelle (Allier) met de belangrijkste infrastructuur en aangrenzende gemeenten.

## Demografie
Onderstaande figuur toont het verloop van het inwonertal (bron: INSEE-tellingen).

Vanwege een beveiligingsprobleem met de MediaWiki Graph-software is het momenteel niet mogelijk deze grafiek weer te geven. Zodra de software is bijgewerkt zal de grafiek vanzelf weer zichtbaar worden.